# Tadeusz Orlof

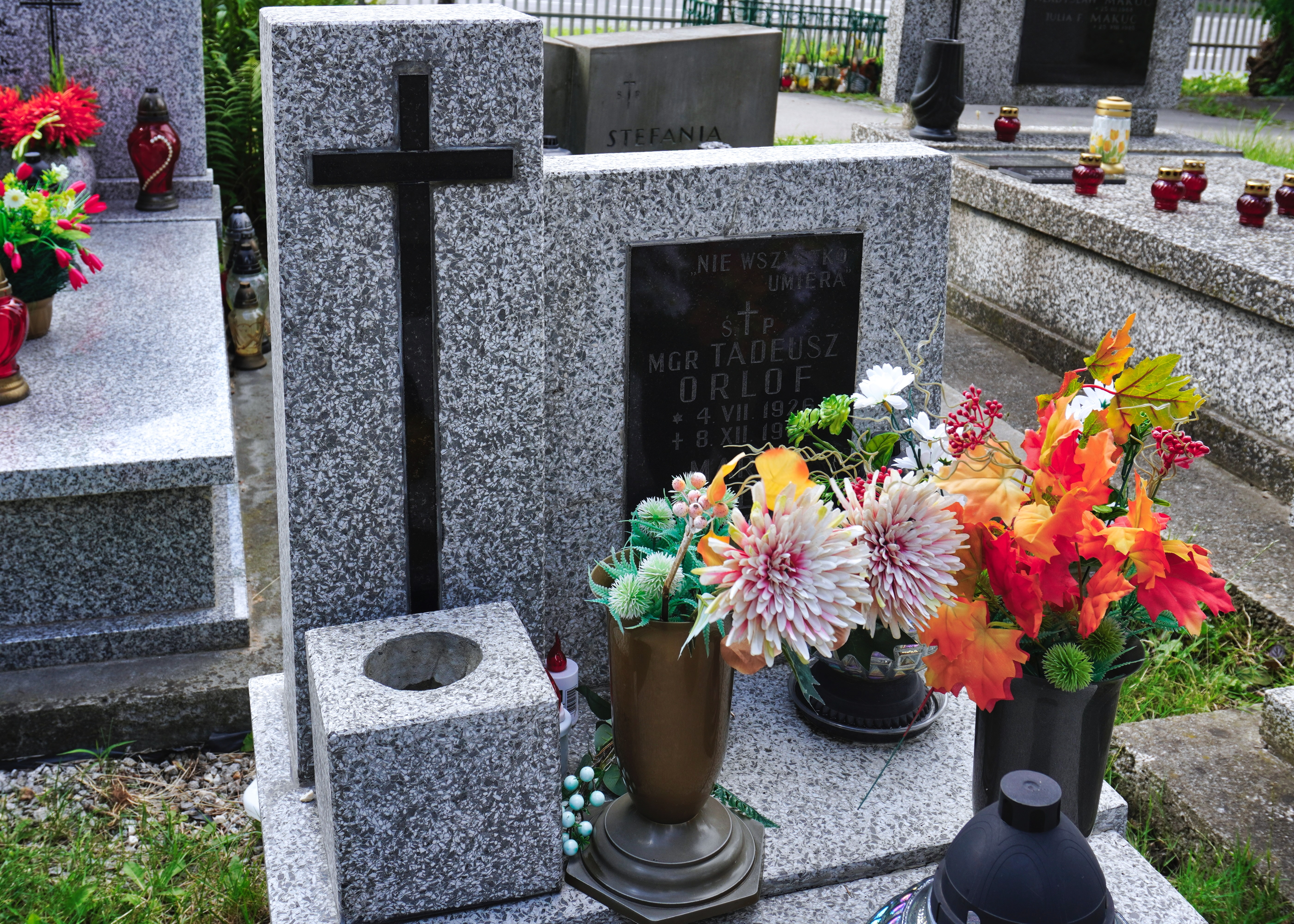
Grób Tadeusza Orlofa na Cmentarzu Rakowickim w Krakowie

Tadeusz Orlof (ur. 4 lipca 1926 w Ołpinach, zm. 8 grudnia 1989) – polski działacz ruchu ludowego, polityk, poseł na Sejm PRL VII i VIII kadencji.

## Życiorys
Syn Władysława i Zofii. Uzyskał tytuł magistra filologii polskiej na Uniwersytecie Jagiellońskim. Od 1947 należał do Związku Młodzieży Wiejskiej RP „Wici”, a następnie do Związku Młodzieży Polskiej i Związku Młodzieży Wiejskiej (w którym był m.in. wiceprzewodniczącym Zarządu Wojewódzkiego w Krakowie). Związany z oświatą – pracował jako nauczyciel (1952–1953), kierownik internatu (1953–1954) oraz zastępca dyrektora Liceum Pedagogicznego w Krzeszowicach (1954–1965).
W 1953 wstąpił do Zjednoczonego Stronnictwa Ludowego. Od 1968 do 1973 był wiceprezesem Zarządu Wojewódzkiego Ligi Obrony Kraju w Krakowie. W latach 1973–1980 był prezesem Wojewódzkiego Komitetu ZSL w Szczecinie. Członek Naczelnego Komitetu ZSL 1976–1980. W latach 1984–1989 wiceprzewodniczący Komisji Propagandy i Prasy NK ZSL. Był radnym Miejskiej i Wojewódzkiej Rady Narodowej w Krakowie (od 1964 do 1973 stał na czele komisji oświaty w WRN), także wiceprzewodniczącym WRN w Szczecinie. W 1976 uzyskał mandat posła na Sejm PRL VII kadencji, w 1980 ponownie na swoją drugą kadencję. Został wybrany w okręgu Stargard Szczeciński z listy ZSL. W latach 1975–1980 zasiadał w Komisji Kultury i Sztuki, podczas VIII kadencji w Komisjach: Gospodarki Morskiej i Żeglugi, Prac Ustawodawczych oraz Spraw Zagranicznych. Był również sekretarzem Zarządu Głównego Towarzystwa Przyjaźni Polsko-Radzieckiej.
Pochowany na cmentarzu Rakowickim w Krakowie.

## Odznaczenia
- Order Sztandaru Pracy II klasy
- Krzyż Komandorski Orderu Odrodzenia Polski
- Krzyż Kawalerski Orderu Odrodzenia Polski
- Złoty Krzyż Zasługi
- Medal „Za zasługi dla ruchu ludowego” (1984)[1]